# Ilse Koch
Ilse Koch, született Ilse Köhler (1906. szeptember 22. - 1967. szeptember 1.) náci háborús bűnös. Férje Karl Otto Koch, aki 1937-től 1941-ig a buchenwaldi, majd 1941-től 1943-ig a majdaneki koncentrációs tábor parancsnoka volt.

## Származása és családi élete
Ilse Köhler 1906-ban látta meg a napvilágot Drezdában. A munkáscsaládból származó lányt az iskolában csendes, szófogadó gyermeknek ismerték, aki meglehetősen nagy sikereket ért el a helyi fiúk körében. Miután 15 évesen abbahagyta az iskolát, egy gyárban kezdett dolgozni, ám rövid idő múlva könyvesbolti eladóként helyezkedett el. Németország ebben az időben még mindig az első világháború gazdasági recesszió korszakát élte. A felpezsdült társadalmi mozgalmak Ilsét is kiragadták a szürke hétköznapokból. A fiatal, vonzó lány lelkes híve lett a náci eszméknek. Az 1930-as évek elején már személyesen is találkozhatott a náci párt tagjaival, rövid idő alatt bejutott a náci párt belső köreibe.
Miután titkárnőként kezdett dolgozni a helyi SS parancsnokságán, egyenesen Heinrich Himmler emelte ki a tömegből, mivel a férfi tökéletes feleségjelöltnek gondolta Karl Otto Koch számára, aki a jobbkeze volt. Ilse és Karl 1936-ban házasodott össze egy tölgyfaligetben. Karl új feleségét egyáltalán nem zavarta férje munkája, büszke volt arra, hogy egy magas rangú SS-tiszthez ment hozzá. Két gyermekük született. Miután megszületett második gyermekük is Karl és Ilse megnyugodtak, hiszen teljesítették a náci párt által elvárt kétgyermekes családmodell követelményét. A náci ideológia szerint a nők elsődleges feladata az volt, hogy boldog légkört teremtsenek a család számára. Ilsének azonban ezeket a feladatokat esze ágában sem volt magáévá tenni. Férje minden idejét munkájának szentelte, szinte teljesen megfeledkezett feleségéről. A későbbi elemzések egy része szerint ezért kezdte hírhedt, kegyetlen tevékenységét a láger területén belül.

## A buchenwaldi koncentrációs tábor
A láger átmeneti gyűjtőtábor, úgynevezett tranzitláger volt. Az Auschwitzba szállítandó zsidókat sokszor itt szállásolták el míg az ottani tábor fel nem készült az áldozatok fogadására. Az 1937-ben felépített tábor, melyet maguk a rabok építettek fel, egyike volt a náci Németország legnagyobb koncentrációs táborainak. Buchenwald 130 kisebb táboregységből állt, a teljes komplexum pedig 3 fő részre volt osztva. Ezek a részek a következők voltak:
- Nagytábor
- Kistábor
- Sátortábor

Karl és Ilse 1937-ben érkeztek a táborba.

## Rémtettei
A tábort túlélők háború utáni vallomásai alapján a következő kép bontakozik ki róla:
A táborparancsnok feleségeként kivételezett helyzetben volt, luxuskörülmények között élhetett. Eleinte csak kisebb jogokat harcolt ki magának. Elérte, hogy a foglyok tekintetes asszonynak szólítsák. Nappal ostorral járkált a barakkok között, és a számára nem szimpatikus embereket önkényesen megkorbácsolta. Kutyasétáltatás közben szokása volt terhes nőkre ráuszítani az ebeket. Gyakran kényszerítette a rabokat arra, hogy perverz szexuális aktusok közepette fajtalankodjanak egymással.
Ilse gyűjteni kezdte áldozatai fejét, melyekből fali díszeket készített. De ez sem volt elég neki. Lenyúzatta a rabok bőrét, amelyből aztán könyvborítót, pénztárcát, kesztyűt varratott. Az egyik buchenwaldi túlélő a következőket mondta a bőrnyúzásokról:

| „                        | Az SS-katonák feleségei mindig a sorakozó alkalmával választották ki a leendő áldozataikat, miközben a férjeiket is megszégyenítő cinikus megjegyzéseket tettek a foglyokra. Különösen felvillanyozódtak akkor, ha egy-egy, művészi igényességgel elkészített tetoválást láttak meg áldozatuk bőrén. Hogy a feleségeik kedvében járjanak, az SS-tisztek gyakran rendeltek el olyan különleges sorakozókat, amelyek alkalmával minden rabnak anyaszült meztelenül kellett megjelennie a barakkok előtt. Ekkor a katonafeleségek járni kezdték a sorokat, és mintha csak egy divatbemutatón lennének, úgy tettek elismerő vagy becsmérlő megjegyzéseket a foglyokra. Lehetett hallani, ahogy izgatottan sugdolóznak, és elégedetten nevetgélnek. Majd a kiválasztott rabhoz odalépve csak annyit mondtak: "Das ist schön." | ” |
| – Egy buchenwaldi túlélő | |   |

Ilse főként cigány és orosz származású foglyokból választotta ki a neki tetsző férfit, akivel halálos injekció beadásával végzett, nehogy kárt tegyen az áldozat bőrén. A Koch házaspár 1941-ben hagyta abba buchenwaldi ámokfutását, mikor Ilse férjét a lengyelországi Majdanekbe helyezték át. Ilse Buchenwaldban maradt, de mivel már nem bújhatott férje háta mögé, többször keveredett összetűzésbe a rangidős SS-tisztekkel, ezért kénytelen volt meghúzni magát.

## A Koch-ügy
1945. április 10-én az amerikai csapatok bevonultak Buchenwaldba. Akkorra Ilse már Ludwigsburgban bujkált. Névtelenségbe burkolózva élte mindennapjait. 1947-ben fogták el. Ugyanebben az évben Dachauban döntés is született sorsáról. Tucatnyi buchenwaldi túlélő jelent meg a bíróságon, hogy tanúskodjanak szenvedésük fő okozója ellen. Az ügyészség szerint Ilse 50 ezer ember haláláért volt felelős. Az asszony folyamatosan azt állította, hogy nem tehetett mást, hiszen Buchenwaldban maga is a gonosz embereknek volt kiszolgáltatva. A per folyamán végig tagadta bűnösségét.
A bíróság életfogytig tartó szabadságvesztésre és kényszermunkára ítélte. Mindeközben a bíróság épületénél hatalmas tömeg gyűlt össze, és az asszony azonnali kivégzését követelte. Az ügy azonban ezzel még nem zárult le. 1951-ben Lucius D. Clay amerikai tábornok szabadon engedte, mondván: nincs elég bizonyíték az asszony ellen. Ez a döntés világszerte hatalmas felháborodást keltett, és ügye úgy ért véget, hogy amint kilépett a börtön kapuján, azonnal le is tartóztatták, és a perét újratárgyalták. Több mint 240 buchenwaldi túlélő tanúskodott ellene. A per eredménye ugyancsak életfogytiglani szabadságvesztés lett.

## Börtönévek
1967-ben a bajorországi Aichach börtönében raboskodó asszony levelet írt fiának, amiben azt írta, hogy a náci pártvezetés által elkövetett bűnökért egyedül neki kell bűnhődnie. Saját bűneit azonban sosem bánta meg. 1967. szeptember 1-jén a 60 éves Ilse elfogyasztotta az ebédjét, majd egy utolsó levelet írt gyermekének. Ezután lepedőjével az ágya felett lévő lámpára felakasztotta magát. A búcsúlevelében ez állt:

| „           | Nincs más kiút. Csak a halál szabadíthat fel. | ” |
| – Ilse Koch |                                               |   |

## Külső hivatkozások
- Udo Walendy: Kép „dokumentumok” a zsidóüldözéshez
- Kegyetlen náci nők-Ilse Koch (angol nyelven)
- Jewish virtuális könyvtár-Ilse Koch (angol nyelven)
- Jewish virtuális könyvtár - Holokauszt (angol nyelven)
- Csináltak a Nácik lámpaernyőt emberi bőrből? (angol nyelven)
- Ilse Koch a vádlottak padján Archiválva 2008. április 14-i dátummal a Wayback Machine-ben (angol nyelven)
- Könyv emberi bőrbe kötve (angol nyelven)

1. ↑  The Buchenwald Report